# Gorrawan
Gorrawan – wieś w Armenii, w prowincji Ararat. W 2011 roku liczyła 2340 mieszkańców.